# Romain Pitau
Romain Pitau (ur. 8 sierpnia 1977 w Douai) – francuski piłkarz grający na pozycji defensywnego pomocnika oraz trener.

## Kariera klubowa
Karierę piłkarską Pitau rozpoczął w drużynie RC Lens. W 1997 roku awansował do kadry pierwszego zespołu z rezerw, a 20 września tamtego roku zadebiutował w Ligue 1 w wygranym 2:0 meczu z Toulouse FC. Rozegrał jednak tylko dwa spotkania w barwach Lens mając mały udział w wywalczeniu mistrzostwa Francji. Po sezonie odszedł z klubu i został zawodnikiem US Créteil-Lusitanos, grającego w trzeciej lidze. Tam stał się podstawowym zawodnikiem i w 1999 roku wywalczył awans do drugiej ligi i na tym szczeblu rozgrywek grał do końca sezonu 2000/2001.
Latem 2001 roku Pitau odszedł z Créteil i przeszedł do innego drugoligowca, OGC Nice. W barwach drużyny z Nicei swój pierwszy mecz rozegrał 28 lipca 2001 przeciwko Stade Lavallois i w debiucie zdobył gola. W 2002 roku awansował z Nice do pierwszej ligi. W Nice Romain grał do 2004 roku. Dla Nice rozegrał 103 ligowe mecze oraz strzelił 5 goli.
W sierpniu 2004 Pitau ponownie zmienił barwy klubowe i trafił do drużyny FC Sochaux-Montbéliard. 21 sierpnia wystąpił dla Sochaux po raz pierwszy, a drużyna ta przegrała u siebie 1:2 z AJ Auxerre. Od początku pobytu w Sochaux jest podstawowym zawodnikiem zespołu. W 2007 roku sięgnął wraz z „Les Lionceaux” po Puchar Francji (2:2 i 5:4 w serii rzutów karnych z Olympique Marsylia).
| Sezon   | Klub            | Kraj    | Rozgrywki  | Mecze | Bramki | Europejskie puchary | Mecze | Bramki |
| ------- | --------------- | ------- | ---------- | ----- | ------ | ------------------- | ----- | ------ |
| 1997/98 | RC Lens         | Francja | Division 1 | 2     | 0      | –                   | –     | –      |
| 1998/99 | US Créteil      | Francja | National   | 35    | 1      | –                   | –     | –      |
| 1999/00 | US Créteil      | Francja | Division 2 | 33    | 3      | –                   | –     | –      |
| 2000/01 | US Créteil      | Francja | Division 2 | 34    | 1      | –                   | –     | –      |
| 2001/02 | OGC Nice        | Francja | Division 2 | 34    | 3      | –                   | –     | –      |
| 2002/03 | OGC Nice        | Francja | Ligue 1    | 35    | 0      | –                   | –     | –      |
| 2003/04 | OGC Nice        | Francja | Ligue 1    | 33    | 2      | Puchar UEFA         | 4     | 0      |
| 2004/05 | OGC Nice        | Francja | Ligue 1    | 2     | 0      | Puchar UEFA         | 2     | 0      |
| 2004/05 | FC Sochaux      | Francja | Ligue 1    | 36    | 1      | Puchar UEFA         | 8     | 0      |
| 2005/06 | FC Sochaux      | Francja | Ligue 1    | 38    | 0      | –                   | –     | –      |
| 2006/07 | FC Sochaux      | Francja | Ligue 1    | 33    | 1      | –                   | –     | –      |
| 2007/08 | FC Sochaux      | Francja | Ligue 1    | 32    | 2      | Puchar UEFA         | 2     | 0      |
| 2008/09 | FC Sochaux      | Francja | Ligue 1    | 33    | 1      | –                   | –     | –      |
| 2009/10 | Montpellier HSC | Francja | Ligue 1    | 36    | 0      | –                   | –     | –      |
| 2010/11 | Montpellier HSC | Francja | Ligue 1    | 30    | 0      | Liga Europy         | 1     | 0      |
| 2011/12 | Montpellier HSC | Francja | Ligue 1    | 10    | 0      | –                   | –     | –      |
| 2012/13 | Montpellier HSC | Francja | Ligue 1    | 16    | 0      | Liga Europy         | 1     | 0      |